# Julia Tervahartiala
Julia Tervahartiala (* 7. November 2002) ist eine finnische Skispringerin.

## Werdegang
Julia Tervahartiala startete erstmals auf internationaler Ebene im Rahmen des FIS-Cup-Wettbewerbs am 15. Dezember 2016 in Notodden, wo sie den 31. Platz belegte. Seitdem folgen regelmäßig weitere Wettbewerbsteilnahmen. Ihre beste Platzierung im FIS-Cup bisher (Stand März 2020) war ein siebter Platz im März 2018 im schwedischen Falun. Am 18. und 19. August 2017 startete Tervahartiala in Oberwiesenthal erstmals im Continental Cup; hier erreichte sie mit den Plätzen 29 und 33 zugleich ihre erste Top-30-Platzierung und damit ihre ersten Continental-Cup-Punkte. Weitere Top-30-Platzierungen folgten im Laufe der Saison, ihre besten Ergebnisse erreichte sie mit den Plätzen 15 und 14 im Dezember 2017 in Notodden. 
Am 28. Januar 2018 debütierte Tervahartiala in Ljubno im Skisprung-Weltcup, verpasste mit Platz 38 jedoch den Finaldurchgang. Bei den Nordischen Junioren-Skiweltmeisterschaften 2018 im schweizerischen Kandersteg wurde sie 39. im Einzelspringen von der Normalschanze. Im Folgejahr wurde sie im heimischen Lahti bei der Juniorenweltmeisterschaft 35., während sie mit dem finnischen Mixed-Team 13. und Letzte wurde.
Im Januar 2020 nahm Tervahartiala an den Olympischen Jugend-Winterspielen 2020 in Lausanne teil und belegte im Einzelwettbewerb den 20. Platz sowie im Mixed-Teamwettbewerb zusammen mit Annamaija Oinas, Waltteri Karhumaa und Tomas Kuisma den zehnten von zwölf Plätzen. Am 22. Februar 2020 startete sie als Teil der finnischen Mannschaft im Teamwettbewerb von Ljubno und belegte gemeinsam mit Jenny Rautionaho, Julia Kykkänen und Susanna Forsström den achten Platz. Bei den Nordischen Junioren-Skiweltmeisterschaften 2020 wurde sie 42. im Einzelwettbewerb und Zwölfte mit dem finnischen Mixed-Team. Ein Jahr später fanden die Juniorenweltmeisterschaften erneut in Lahti statt und sie kam auf den 38. Rang im Einzel und auf Platz im Mixed-Team-Wettbewerb.
Bei den Nordischen Junioren-Skiweltmeisterschaften 2022 im polnischen Zakopane wurde sie 37. im Einzelspringen von der Normalschanze. Mit dem finnischen Mixed-Team wurde sie Elfte.

## Statistik

### Continental-Cup-Platzierungen
| Saison  | Platz | Punkte |
| ------- | ----- | ------ |
| 2017/18 | 041.  | 053    |
| 2018/19 | 070.  | 006    |
| 2019/20 | 102.  | 006    |
| 2021/22 | 067.  | 039    |